# Herald Marku
Herald Marku (Laç, 18 maggio 1996) è un calciatore albanese, centrocampista del Flamurtari Valona.

## Carriera

### Club
Il 1º luglio 2019 viene acquistato a titolo definitivo dalla squadra albanese del Vllaznia.

### Nazionale
Nel 2022 ha esordito con la nazionale albanese.

## Statistiche

### Presenze e reti nei club
Statistiche aggiornate al 25 maggio 2025.
| Stagione                | Squadra                 | Campionato              | Campionato | Campionato | Coppe nazionali | Coppe nazionali | Coppe nazionali | Coppe continentali | Coppe continentali | Coppe continentali | Altre coppe | Altre coppe | Altre coppe | Totale | Totale |
| Stagione                | Squadra                 | Comp                    | Pres       | Reti       | Comp            | Pres            | Reti            | Comp               | Pres               | Reti               | Comp        | Pres        | Reti        | Pres   | Reti   |
| ----------------------- | ----------------------- | ----------------------- | ---------- | ---------- | --------------- | --------------- | --------------- | ------------------ | ------------------ | ------------------ | ----------- | ----------- | ----------- | ------ | ------ |
| apr.-giu. 2013          | Partizani Tirana        | KP                      | 1          | 0          | CA              | 0               | 0               | -                  | -                  | -                  | -           | -           | -           | 1      | 0      |
| gen.-giu. 2015          | Tërbuni Pukë            | KP                      | 6          | 0          | CA              | 0               | 0               | -                  | -                  | -                  | -           | -           | -           | 6      | 0      |
| 2015-2016               | Tërbuni Pukë            | KS                      | 17         | 1          | CA              | 4               | 0               | -                  | -                  | -                  | -           | -           | -           | 21     | 1      |
| Totale Tërbuni Pukë     | Totale Tërbuni Pukë     | Totale Tërbuni Pukë     | 23         | 1          |                 | 4               | 0               |                    | -                  | -                  |             | -           | -           | 27     | 1      |
| 2016-2017               | Ludwigsfelder           | 6L                      | 20         | 9          | CG              | 0               | 0               | -                  | -                  | -                  | -           | -           | -           | 20     | 9      |
| 2017-2018               | Ludwigsfelder           | 6L                      | 11         | 0          | CG              | 0               | 0               | -                  | -                  | -                  | -           | -           | -           | 11     | 0      |
| lug.-ago. 2018          | Ludwigsfelder           | OL                      | 2          | 0          | CG              | 0               | 0               | -                  | -                  | -                  | -           | -           | -           | 2      | 0      |
| Totale Ludwigsfelder    | Totale Ludwigsfelder    | Totale Ludwigsfelder    | 33         | 9          |                 | 0               | 0               |                    | -                  | -                  |             | -           | -           | 33     | 9      |
| 2018-2019               | Kastrioti               | KS                      | 23         | 5          | CA              | 3               | 1               | -                  | -                  | -                  | -           | -           | -           | 26     | 6      |
| 2019-2020               | Vllaznia                | KS                      | 33+1       | 0+1        | CA              | 4               | 0               | -                  | -                  | -                  | -           | -           | -           | 38     | 1      |
| 2020-2021               | Vllaznia                | KS                      | 30         | 4          | CA              | 4               | 1               | -                  | -                  | -                  | -           | -           | -           | 34     | 5      |
| 2021-2022               | Partizani Tirana        | KS                      | 27         | 2          | CA              | 5               | 0               | UECL               | 3                  | 0                  | -           | -           | -           | 35     | 2      |
| Totale Partizani Tirana | Totale Partizani Tirana | Totale Partizani Tirana | 28         | 2          |                 | 5               | 0               |                    | 3                  | 0                  |             | -           | -           | 36     | 2      |
| 2022-2023               | Vllaznia                | KS                      | 35         | 7          | CA              | 7               | 0               | UECL               | 2                  | 0                  | SA          | 1           | 0           | 45     | 7      |
| Totale Vllaznia         | Totale Vllaznia         | Totale Vllaznia         | 98+1       | 11+1       |                 | 15              | 1               |                    | 2                  | 0                  |             | 1           | 0           | 117    | 13     |
| 2023-gen. 2024          | UTA Arad                | L1                      | 13         | 0          | CR              | 2               | 0               | -                  | -                  | -                  | -           | -           | -           | 15     | 0      |
| 2024-2025               | Flamurtari Valona       | KP                      | 29         | 5          | CA              | 0               | 0               | -                  | -                  | -                  | -           | -           | -           | 29     | 5      |
| Totale carriera         | Totale carriera         | Totale carriera         | 247+1      | 33+1       |                 | 29              | 2               |                    | 5                  | 0                  |             | 1           | 0           | 283    | 36     |

### Cronologia presenze e reti in nazionale
| Cronologia completa delle presenze e delle reti in nazionale ― Albania | Cronologia completa delle presenze e delle reti in nazionale ― Albania | Cronologia completa delle presenze e delle reti in nazionale ― Albania | Cronologia completa delle presenze e delle reti in nazionale ― Albania | Cronologia completa delle presenze e delle reti in nazionale ― Albania | Cronologia completa delle presenze e delle reti in nazionale ― Albania | Cronologia completa delle presenze e delle reti in nazionale ― Albania | Cronologia completa delle presenze e delle reti in nazionale ― Albania |
| Data                                                                   | Città                                                                  | In casa                                                                | Risultato                                                              | Ospiti                                                                 | Competizione                                                           | Reti                                                                   | Note                                                                   |
| ---------------------------------------------------------------------- | ---------------------------------------------------------------------- | ---------------------------------------------------------------------- | ---------------------------------------------------------------------- | ---------------------------------------------------------------------- | ---------------------------------------------------------------------- | ---------------------------------------------------------------------- | ---------------------------------------------------------------------- |
| 9-11-2022                                                              | Marbella                                                               | Qatar                                                                  | 1 – 0                                                                  | Albania                                                                | Amichevole                                                             | -                                                                      | 46’                                                                    |
| Totale                                                                 |                                                                        | Presenze                                                               | 1                                                                      |                                                                        | Reti                                                                   | 0                                                                      |                                                                        |

## Palmarès

### Club

#### Competizioni nazionali
- Coppa d'Albania: 1

Vllaznia: 2020-2021